# Mengovirus
El Mengovirus, también conocido como virus Columbia SK, virus Elberfield del ratón y virus de la encefalomiocarditis (EMCV), pertenece al género Cardiovirus, que es un miembro de los Picornaviridae. Su genoma es una molécula de ARN de sentido positivo de una sola cadena, lo que hace que los Mengovirus sean un virus de clase IV según el sistema de clasificación de Baltimore. El genoma tiene una longitud aproximada de 8400nt, y tiene una proteína VG (proteína del genoma del virus) en 5' y una cola de poliadenina en 3'. El mengovirus fue aislado por George W. A. Dick en 1948, en el distrito de Mengo de Entebbe, en Uganda, a partir de un mono rhesus cautivo que había desarrollado una parálisis de las extremidades traseras.

## Estructura
El mengovirus es un virus sin envoltura que tiene una nucleocápside formada por 12 subunidades. El virión tiene 30 nm de diámetro y presenta una simetría icosaédrica.

## Expresión génica y  replicación del genoma
Una vez dentro de una célula huésped, el genoma del mengovirus actúa como un trozo de ARNm, y es traducido directamente por los ribosomas del huéped en el citoplasma. Hay una gran región sin traducir en el extremo 5 'del ARN que tiene un sitio de unión a los ribosomas. Se produce un único polipéptido que es escindido en proteínas individuales por las proteasas virales.
El genoma se divide en tres partes: P1, P2 y P3. P1, y codifica las proteínas de la cápside del virus. P2 y P3 codifican los genes necesarios para que se produzca la replicación del genoma. Para que se produzca la replicación se fabrica una molécula intermedia de ARN de doble cadena que se utiliza como plantilla para la producción de genomas de sentido positivo.

## Infección
El mengovirus es infeccioso para la mayoría de los vertebrados, y ha sido aislado del organismo de ratones y otros roedores. Se manifiesta con fiebre aguda en seres humanos. No existe un tratamiento específico para la infección, aunque el Persantin ha demostrado que inhibe la replicación. La enfermedad no es lo suficientemente grave como para requerir la vacunación.[cita requerida]  El mengovirus es capaz de suprimir la respuesta inmunitaria del huésped reduciendo la expresión del factor nuclear kappa B mediante la región no traducida en 5'.